# 阿圖洛·貝雷茲-雷維特

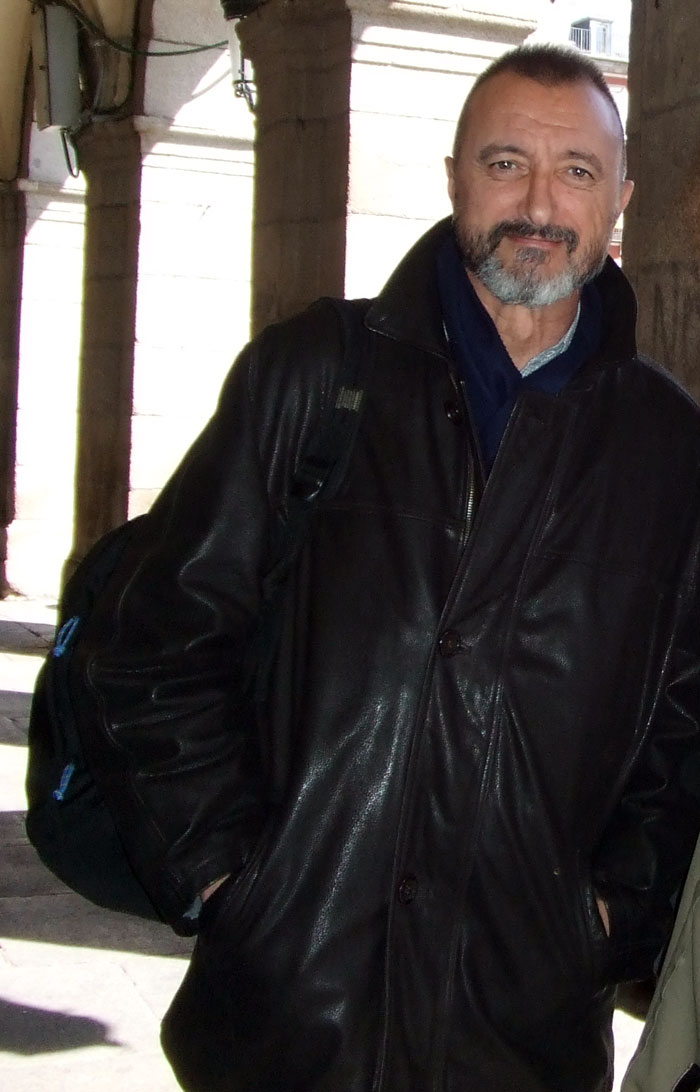
阿圖洛·貝雷茲-雷維特

阿圖洛·貝雷茲-雷維特 ( 西班牙語：Arturo Pérez-Reverte，1951年11月25日—）出生於卡塔赫納，是一位西班牙的暢銷作家，被誉为西班牙的国民作家。
雷維特曾於1973年至1994年期間擔任新聞工作者，其中數年的時間更擔任战地记者。其处女作《轻骑兵》（El húsar）於1986年推出以来，他其後出版过十六部长篇小说，以及一系列以埃拉崔队长为主角的历史冒险小说，其中部分作品更是被改編成電影。2003年，他當選為西班牙皇家學院院士。

## 著作
- 《擊劍大師》（El maestro de esgrima）
- 《轻骑兵》（El húsar）
- 《大仲馬俱樂部》（El Club Dumas），1999年被改編成電影《魔鬼手記》（The Ninth Gate）
- 《戰爭畫師》（El pintor de batallas）
- 《海圖迷蹤》（La carta esferica）2007年改編成電影
- 《南方女王》（La reina del sur）
- 《法蘭德斯棋盤》（La tabla de Flandes），1994年改編成電影